# White Rider
White Rider är det brittiska vit maktbandet Skrewdrivers fjärde studioalbum, släppt 1987 på den tyska labeln Rock-O-Rama Records.
Alla låtar är skrivna av Ian Stuart Donaldson. Built up, knocked down är en nyinspelad version av en låt vid samma namn från singeln Built up, knocked down släppt 1979.

## Låtlista
Lista över alla låtar i albumet med namn översatta till svenska
1. White rider (Vit ryttare)
2. Where has justice gone (Var har rättvisan gått)
3. Strikeforce (Insattsgrupp)
4. Behind the bars (Bakanför gallret)
5. Pride of a nation (Stolthet av en nation)
6. New nation (Ny nation)
7. The snow fell (Snön föll)
8. I can see the fire (Jag kan se lågan)
9. Thunder in the cities (Åska i staderna)
10. We fight for freedom (Vi slåss för frihet)
11. White warriors (Vita krigare)
12. Built up, knocked down (Uppbyggt, nerslaget)

## Medverkande
- Ian Stuart - sång
- Kan inte hitta vem mer som spelade